# North Andros
North Andros é um dos 32 distritos das Bahamas. Sua localização é ao oeste da capital do arquipélago, Nassau.